# Кролевецька сотня
Кролевецька сотня — адміністративно-територіальна і військова одиниця Ніжинського полку Гетьманщини. Створена 1650 р. у складі Чернігівського полку, з 1654 р. — у Ніжинському, з 1663 по 1665 — у Глухівському, у 1668 коротко — у Новгородському полку; з 1669 й до ліквідації в 1782 р. — постійно в складі Ніжинського полку.

## Географія
Обіймала територію з обох берегів верхньої течії р. Реть та обох берегів її притоки р. Ретик. Крім того, в межі сотні входила довга і вузька смуга землі, що тягнулась від Кролевця до берегів Сейму з двома на ній поселеннями - Алтинівкою й Любитовим. Відсутність хорошої води, малородючі сіропіщаний та болотисті ґрунти, густо порослі лісом, могли притягувати сюди населення лише за умови інтенсивного переселення з правого берега не раніше кінця XVI ст., а головним чином, на початку XVII ст.
Населені пункти Кролевецької сотні: Кролевець (центр сотні), Алтинівка, Райгородок, Тулиголови, Чорториги, Андріївка, Бистрик, Грузька, Добротове, Дубовичі, Дулівка (присілок), Любитова (слобідка), Подолове, Реутинці, Ретик (хутір) та ще 4 хутори.

## Спеціалізація
Кролевецька сотня належала до шести так званих «засеймських» сотень Ніжинського полку разом із Воронізькою, Глухівською, Коропською, Новомлинською та Ямпільською. Ці сотні підпорядковувалися напряму гетьманові, забезпечували йому особисту варту та залучалися на службу в Генеральній військовій канцелярії та інших установах Гетьманщини.
Крім служби гетьманові, одним із головних обов'язків Кролевецької сотні було забезпечення безперебійного руху державних кур'єрів і транспортів вздовж тракту Київ-Москва.

## Старшина

### Сотники
- Мисько (Михайло) Васильович Дуля (Дуль) (1650, 1656),
- Федір Іванович Попович (1653-1654),
- Григорій Михайлович Дуля (Дуль) (1656, 1657-1658),
- Михайло Харкович (1657, нак.),
- Давид Юхимович (1657, 1658, 1662, 1665, нак.),
- Митько Лучченко (1658, нак.),
- Василь Якович Дейнека (Яценко) (1661-1662, 1669-1672),
- Роман Дубовик (1662, нак.),
- Микита Андрійович (1662, нак.),
- Данило Якимович (?Пархоменко) (1662-1663, 1666),
- Омелян Андрійович Березняченко (1663, нак.),
- Герасим Стасенко (1663-1666),
- Максим Антонович Ковденко (1666, 1667-1668),
- Гнат Федорович (1667),
- Григорій Боярин (1668, 1670, нак.),
- Іван Ракоцький (1669, нак.),
- Іван (Ян) Миколайович Маковський (1675-1679, 1681-1707),
- Кіндрат Іванович Огієнко (1680),
- Каленик Федорович (1682, 1683, 1684, 1691, 1693, 1694, нак.),
- Федір Король (1699, 1701, нак.),
- Іван Дмитрович Діаковський (Дияковський) (1708-1709),
- Стожок Федір Данилович  (1703-нак., 1709-1712),
- Степан Данилович (1710, 1711, нак.),
- Федір Левицький (1712),
- Пилип Федорович Шевченко-Федченко (1712, 1722, 1724, 1729, 1737, нак.),
- Яків Іванович Маковський (1712-1713),
- Захарій Калістратович Калиновський (1714),
- Андрій Бутурлим (1714-1715),
- Федір Іванович Макаренко (1714, нак.),
- Веремій (Ярема) Григорович (1715, нак.),
- Костянтин Андрійович Генваровський (1715-1719, 1724-1727, 1730-1735),
- Павло Іванович Огієвський (Огієнко) (1720-1722),
- Василь Миколайович (Миколаєнко) (1721-1722, 1726-1728, нак.),
- Семен Григорович (1722-1723, нак.),
- Антон Гнатович Салівонів зять (1723, нак.),
- Клим (Климентій) Федорович Стожок (1729, нак.),
- Онисим Степанович Веґера (1736, нак.),
- Опанас Макаренко (1736, нак.),
- Михайло Лукашевич (1738-1741),
- Григорій Павлович Огієвський (1741 – 1763),
- Максим Григорович Огієвський (1763-1767),
- Іван Лучницький (1764, нак.),
- Федір Петрович Коханий (Коханья, Кохан) (1767 (чи 1771)-1781)

### Отамани
- Моковський Микола Михайлович (?-1654.01.-?)
- Михайлович Григорій (?-1654.06.-1654.11.-?)
- Семенович Ярмола (?-1655.01.-1655.05.-?)
- Харкович Михайло (?-1656.02.-1657.11.-?)
- Юхимович Давид (?-1657.11.-1658.01.-?)
- Чорнушенко Янко (?-1658.08.-?)
- Лучченко Митко (?-1661.08.)
- Дубовик Роман (?-1662.27.01.-1662.05.-?)
- Юхимович Давид (?-1662.05.-?)
- Попович Федір (?-1662.07.-?)
- Юхимович Давид (?-1662.10.-?)
- Васильович Терешко (?-1663.08.-?)
- Юхимович Давид (?-1663.11.-1664.04.-?)
- Яценко Василь (?-1664.09.-1665.06.-?)
- Прокопович Семен (1665.12. наказний)
- Петрович Василь (?-1665.08.-?)
- Бойченко Прокіп Степанович (?-1665.10.-1666.03.-?)
- Юхимович Давид (?-1666.08.-1666.10.)
- Яценко Василь (1666.10.-1667.10.-?)
- Мартинович Семен (?-1668.03.-?)
- Маковський Іван Миколайович (?-1669.12.-1670.10.-?)
- Юхимович Давид (?-1671.02.)
- Маковський Іван Миколайович (1671.02.-1671.07.)
- Мартинович Семен (1671.07.-?)
- Дубовик Роман Семенович (?-1674.01.-?)
- Макарович Іван (?-1675.03.-?)
- Дейнека Василь Якович (?-1676.02.-1676.05.)
- Лук’янович Остафій (1676.05.-?)
- Дейнека Василь Якович (?-1677.01.-?)
- Джуминський Максим (?-1677.11.-1678.06.-?)
- Макарович Іван (?-1679.03.-?)
- Федорович Каленик (?-1681.07.-?)
- Дубовик Роман (?-1681.09.-?)
- Федорович Каленик (?-1682.10-1685.03.-?)
- Макарович Іван (?-1688.11.-1689.02.-?)
- Федорович Каленик (?-1689.08.-1694.09.-?)
- Король Федір (?-1698.03.-1701.03.-?)
- Стожок Федір Данилович (?-1703.06.-1706.04.-?)
- Григорович Влас (?-1708.07.-?)
- Макаренко Федір Іванович (?-1710.02.-1714)
- Гриненко Ярема (1714, 1715, наказний)
- Макаренко Федір Іванович (?-1718.04.-?)
- Миколайович Василь (?-1721-1722-?)
- Ігнатович Антін (?-1723-?)
- Григорович Влас (?-1724-?)
- Дмитренко Влас (?-1724-?)
- Ігнатович Антін (?-1726.03.-?)
- Миколайович Василь (?-1729-?)
- Терещенко Гаврило (?-1730-?)
- Каменський Ілля (?-1731)
- Вечера Онисько (1731-?)
- Макаренко Опанас (?-1736-1741-?)
- Каменський Олексій (?-1746)
- Забуха-Огінський Іван (1746-1762-?)
- Забуха-Огінський Максим Іванович (?-1769-?)

### Писарі
- Дуля Григорій Михайлович (?-1654-?)
- Семенович Тиміш (?-1654-?)
- Грило Петро (?-1682-?)
- Огієнко Григорій Іванович (кінець 17 століття)
- Дубневич Федір (?-1722-1723-?)
- Каменський Ілля (?-1730-?)
- Мосьцепанов (Мосціпанов) Клим Корнійович (?-1735-1747-?), батько архітектора Гетьманщини Максима Мосціпанова.
- Зачепа Тиміш (раніше 1760)
- Сердюков Іван (?-1761-?)
- Білевич Іван (?-1769-?)

### Осавули
- Харитонович Михайло (?-1654-?)
- Стефанович Кіндрат (?-1676-?)
- Прокіп (?-1682-?)
- Кобизький Стефан (?-1746-?)
- Мажуга-Биковський Захар, Макаренко Олександр (?-1769-?)

### Хорунжі
- Савич Клим (?-1654-?)
- Ігнатович Василь (?-1676-?)
- Федорович Сава (?-1682-?)
- Стожок Федір Данилович (?-1694-?)
- Терещенко Гаврило (?-1715-?)
- Падалка Григорій (?-1722.08.-?)
- Хмельницький Іван (?-1724-1725-?)
- Макаренко Опанас (?-1729-?)
- Герасименко Гнат (?-1741-1746-?)